# Medewitz (Wiesenburg/Mark)
Medewitz ist ein Ortsteil der Gemeinde Wiesenburg/Mark im Landkreis Potsdam-Mittelmark in Brandenburg. Zu Medewitz gehört der bewohnte Gemeindeteil Medewitzerhütten sowie die Wohnplätze Jagdschloss und Tanklager.

## Lage
Der Ort liegt südwestlich des Kernortes Wiesenburg an der Landesstraße L 841. Südöstlich des Ortes erstreckt sich das rund 60,5 ha große Naturschutzgebiet Flämingbuchen, südlich verläuft die Landesgrenze zu Sachsen-Anhalt.

## Geschichte

### 13. bis 16. Jahrhundert
Das Gassendorf erschien erstmals im Jahr 1388 als Kirchsmedewicz in den Akten, fiel danach aber in der Zeit der Hussitenkriege als Kirchmedewitz 1419/1420 wüst. Es gehörte vor 1388 bis nach 1420 der Familie Seedorf und kam als wüste Dorfstätte vor 1487 in den Besitz der Familie Brandt von Lindau. Sie ließen das Dorf 1525/1530 neu errichten und mit fünf Hufnern und drei Kossäten besetzten (1530). Für 1531 sind acht Türkensteuerpflichtige bekannt, darunter der Schulze, ein Krüger und ein Hirte. Es gab weiterhin acht Knechte, darunter auch der Sohn des Krügers. Das Dorf wurde als Diese angezeigt dorf Medewicz ist eine wuste Dorfsthed gewesen habe Ich von Nawes auf erbawet bezeichnet und beschreibt die Neuerrichtung durch die von Brandt von Lindau. In den Jahren 1534 und 1575 war der Zehnt in Reetz erhalten. Eine Statistik aus dem Jahr 1542 weist vier Güter auf, darunter der Schulze und der Krüger. Sieben Einwohner zahlten Abgaben; es gab einen Dienstloten. Für 1555 sind fünf Hufner und sechs Gärtner überliefert; 1575 fünf Hufner und sechs Kossäten. Im genannten Jahr bekam die Kirche lediglich Einkünfte aus der Mahd des Grases auf dem Kirchhof. Detaillierte Angaben finden sich über Medewitzs aus dem Jahr 1592: Das Schulzengut war demnach kein Lehngut, sondern ein Erbacker. Es bestand aus einer Hufe, 5 Morgen (Mg) 3 Viertel Heideland. Weiterhin gab es vier Hufner mit Haus und Hof, von denen zwei ebenfalls einen Erbacker bewirtschafteten. Einer besaß 1 Hufe 5 Mg, ein anderer ½ Hufe 1 ½ Mg, der dritte 22 Mg 1 Vt und der vierte Hufner 17 Mg 3 Vt Heideland. Von den sieben Kossäten besaßen fünf Haus und Hof; einer arbeitete als Krüger. Ein war Häusler und bewirtschaftete 29 Mg, ein anderer 8 Mg 2 Vt, einer 4 Mg, ein weiterer 1 Hf 18 ½ Mg, einer 4 Mg 3 Vt sowie einer mit 24 Mg.

### 17. bis 18. Jahrhundert

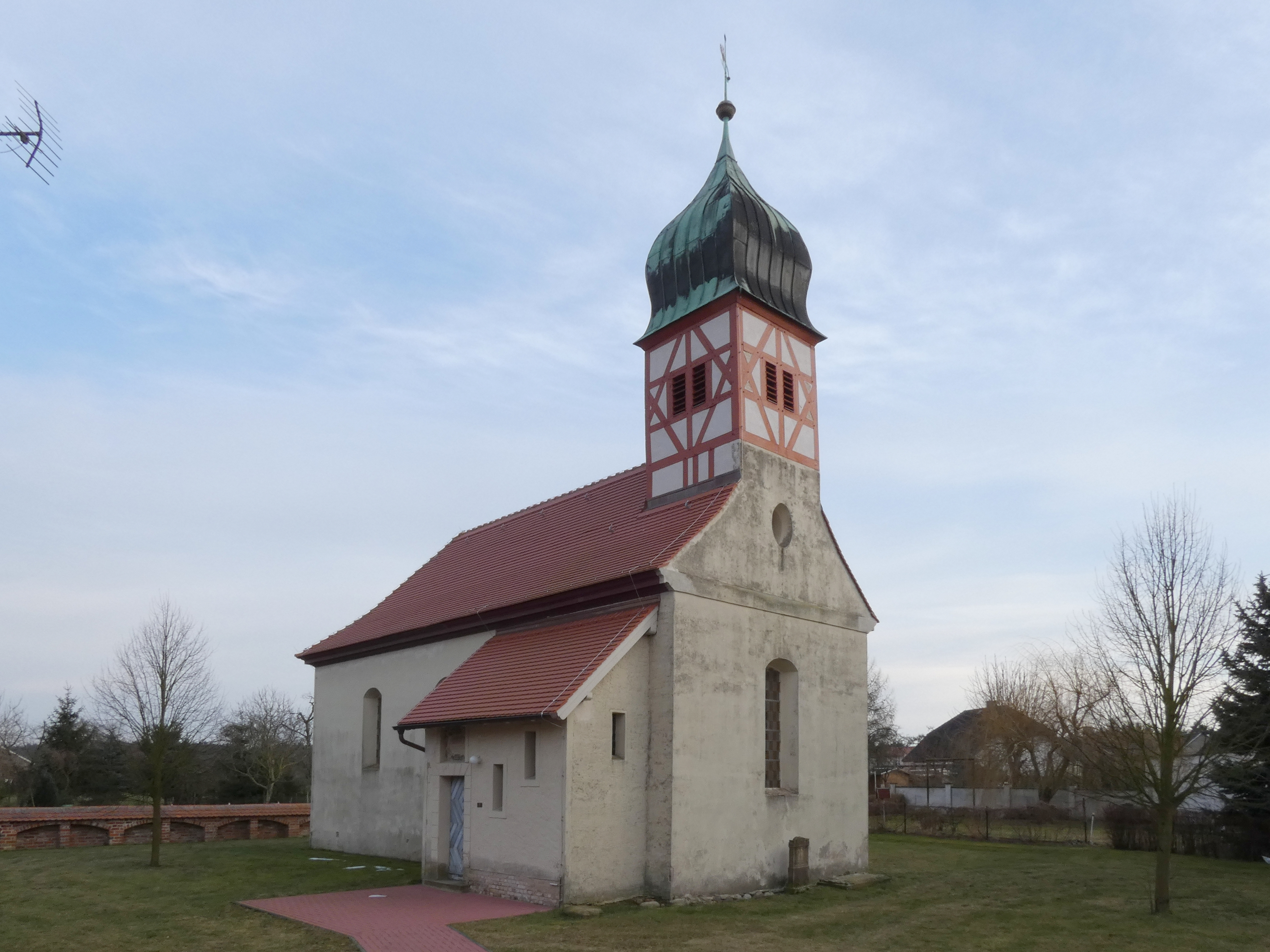
Dorfkirche

Über Zerstörungen im Dreißigjährigen Krieg ist bislang nichts überliefert. Erst 1684 wurde von zehn Familien, darunter ein Förster und ein Schulmeister berichtet. Die Brüder August Friedrich und Hans Friedrich Brand von Lindau verkauften ihrem Vetter Benno Friedrich im Jahr 1689 das Krugrecht. Im Jahr 1696 gab es im Dorf zwölf Stellen, von denen fünf bewohnt und sieben wüst lagen. Im Jahr 1713 errichteten die Einwohner eine Dorfkirche. Eine Statistik von 1718 berichtete von vier Hufnern und vier Häuslern, die auf fünf Hufen je 30 Dresdner Scheffel Aussaat ausbrachten. Die Brandt von Lindau ließen in den 1730er Jahren eine Schuldverschreibung über 6000 Taler auf das Gut und die Brandtschen Wiesen eintragen. Mit einem Rezess wurden der von der Gemeinde Medewitz an die Gutsherren in Schmerwitz und die Pfarre in Reetz zu zahlende Zehnt im Jahr 1837 in eine Geldrente umgewandelt. Die Schafhaltung war Bestandteil eines Prozesses, den der Gutsbesitzer Benno Friedrich Karl Brandt von Lindau in der Mitte des 18. Jahrhunderts gegen die Gemeinde Medewitz anstrengte. Dem vorausgegangen war eine Beschwerde der Gemeinden Reetz und Medewitz über die von Brandt „wegen Behütung ihrer Felder mit Schafen“. Im Jahr 1747 wurden lediglich fünf Einhufner mit fünf Hufen genannt; 1759 waren es der Erbschulze, vier Hufner und fünf Kossäten. Von diesen besaß einer zwei Kossätenhöfe, ein anderer war auch Ziegelstreicher. Hinzu kamen sechs Häusler. In einer weiteren Statistik von 1764 wurde von fünf Einhufnern, sechs Kossäten oder Gärtnern, mittlerweile sieben Häuslern und einen Windmüller berichtet. Auf den fünf Hufen wurden je 4 ½ Dresdner Scheffel ausgesät. Im Jahr 1777 waren es fünf Hufner, sechs Kossäten und sechs Häusler, darunter zwei wüste Güter und Baustellen.

### 19. Jahrhundert
Im Jahr 1806 lebten im Dorf fünf Einhufner (darunter der Schulze), acht weitere Einwohner, darunter ein Schmied, ein Windmüller, ein Leineweber und vier Tagelöhner. Medewitz war bis 1837 auf 36 Wohnhäuser angewachsen und im Jahr 1858 insgesamt 2005 Mg groß: 10 Mg Gehöfte, 1780 Mg Acker und 215 Mg Wald. Darauf standen vier öffentliche, 52 Wohn- und 91 Wirtschaftsgebäude, darunter zwei Getreidemühlen. Medewitz bestand 1891 mit dem Siedlungsplatz Ziegelei.

### 20. Jahrhundert
Zur Jahrhundertwende war das Dorf im Jahr 1900 insgesamt 612 Hektar (ha) groß und bestand aus 72 Häusern. Im Jahr 1931 war die Gemarkung um ein Hektar angewachsen; es gab 77 Wohnhäuser mit 98 Haushaltungen. Im Dorf bestanden acht land- und forstwirtschaftliche Betriebe, die zwischen 10 und 20 groß waren. Weitere 10 waren zwischen 5 und 10 ha groß, 57 zwischen 0,5 und 5 ha (1939).
Nach dem Zweiten Weltkrieg erhielt das Dorf eine Waldzulage in Höhe von 218 ha aus Reetzerhütten, dem ehemaligen Gut Mahlsdorf. Davon erhielten 44 nichtlandwirtschaftliche Arbeiter, Handwerker und Angestellte insgesamt 102 ha. Weitere 49,25 ha gingen an 17 Bauern, 66,75 ha an die Gemeinde. Im Jahr 1958
gründete sich eine LPG vom Typ I mit zunächst fünf Mitgliedern und 18 Hektar landwirtschaftlicher Nutzfläche. Sie wuchs bis zum Jahr 1960 auf 77 Mitglieder und 240 Hektar Fläche an, schloss sich 1969 mit der LPG Typ I Mederwitzerhütten zusammen und ging in eine LPG Typ III über. Im Jahr 1974 wurde die Gemeinde Medewitzerhütten als Ortsteil eingemeindet.

### Bevölkerungsentwicklung
| Jahr      | 1817 | 1837 | 1858 | 1871 | 1885 | 1895 | 1905 | 1925 | 1939 | 1946 | 1964 | 1971 |
| --------- | ---- | ---- | ---- | ---- | ---- | ---- | ---- | ---- | ---- | ---- | ---- | ---- |
| Einwohner | 126  | 177  | 302  | 359  | 375  | 355  | 367  | 397  | 393  | 498  | 440  | 516  |

## Kultur und Sehenswürdigkeiten

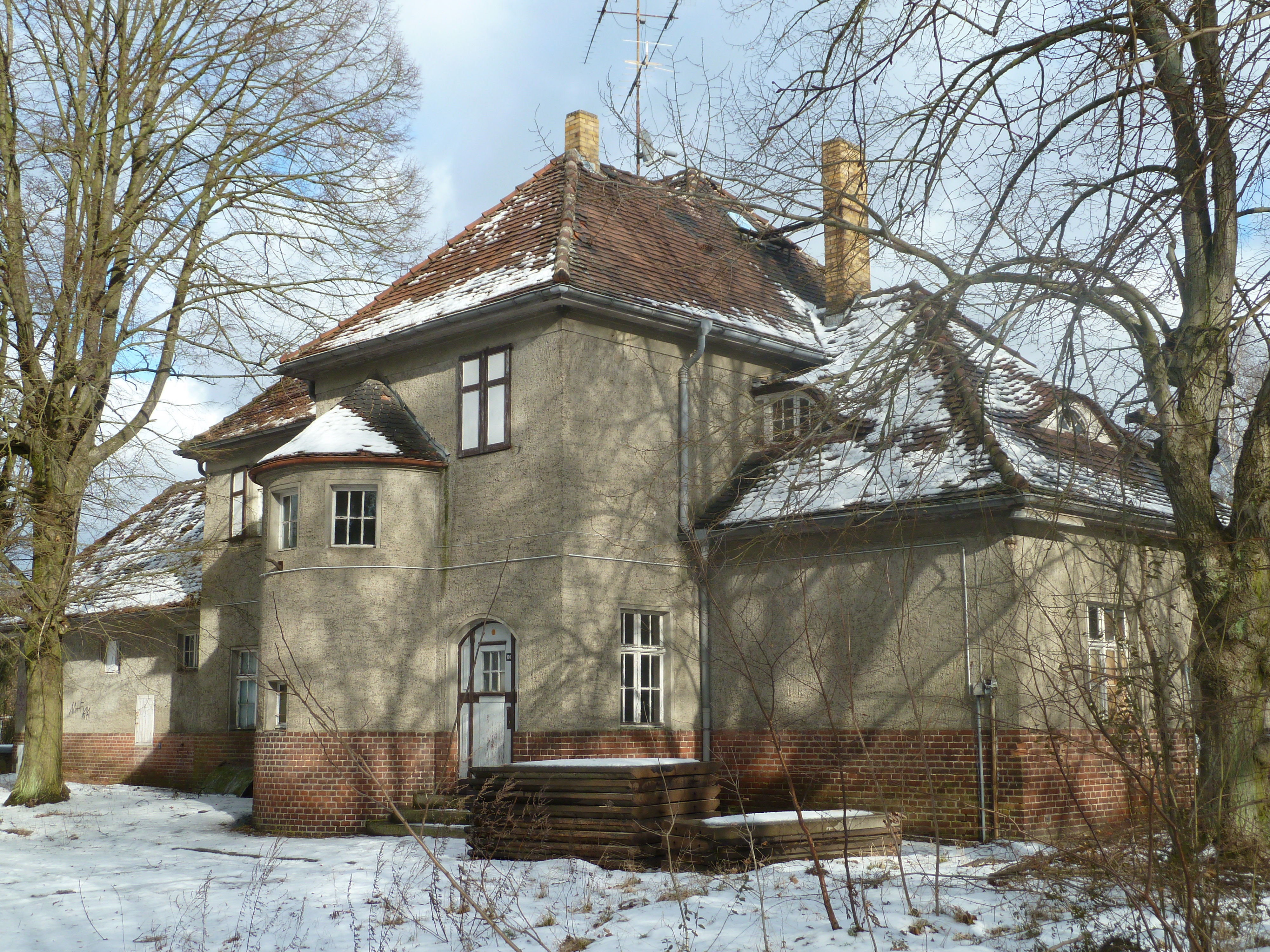
Bahnhofsgebäude in Medewitz

- Die Dorfkirche Medewitz ist eine rechteckige Saalkirche mit westlichem Dachturm aus Fachwerk aus dem Jahr 1713. Im Turm hängt eine Glocke aus dem Jahr 1521.
- Das Bahnhofsgebäude steht unter Denkmalschutz.
- In der Liste der Naturdenkmale in Wiesenburg/Mark sind für Medewitz zwei Naturdenkmale aufgeführt.

## Verkehr
Der Bahnhof Medewitz (Mark) liegt an der Bahnstrecke Wiesenburg–Roßlau und wird durch die Linie RE 7 bedient.